# La Marque
La Marque is een plaats (city) in de Amerikaanse staat Texas, en valt bestuurlijk gezien onder Galveston County.

## Demografie
Bij de volkstelling in 2000 werd het aantal inwoners vastgesteld op 13.682.
In 2006 is het aantal inwoners door het United States Census Bureau geschat op 14.033, een stijging van 351 (2.6%).

## Geografie
Volgens het United States Census Bureau beslaat de plaats een oppervlakte van
36,9 km², waarvan 36,8 km² land en 0,1 km² water.

## Plaatsen in de nabije omgeving
De onderstaande figuur toont nabijgelegen plaatsen in een straal van 16 km rond La Marque.